# Aston Martin Racing

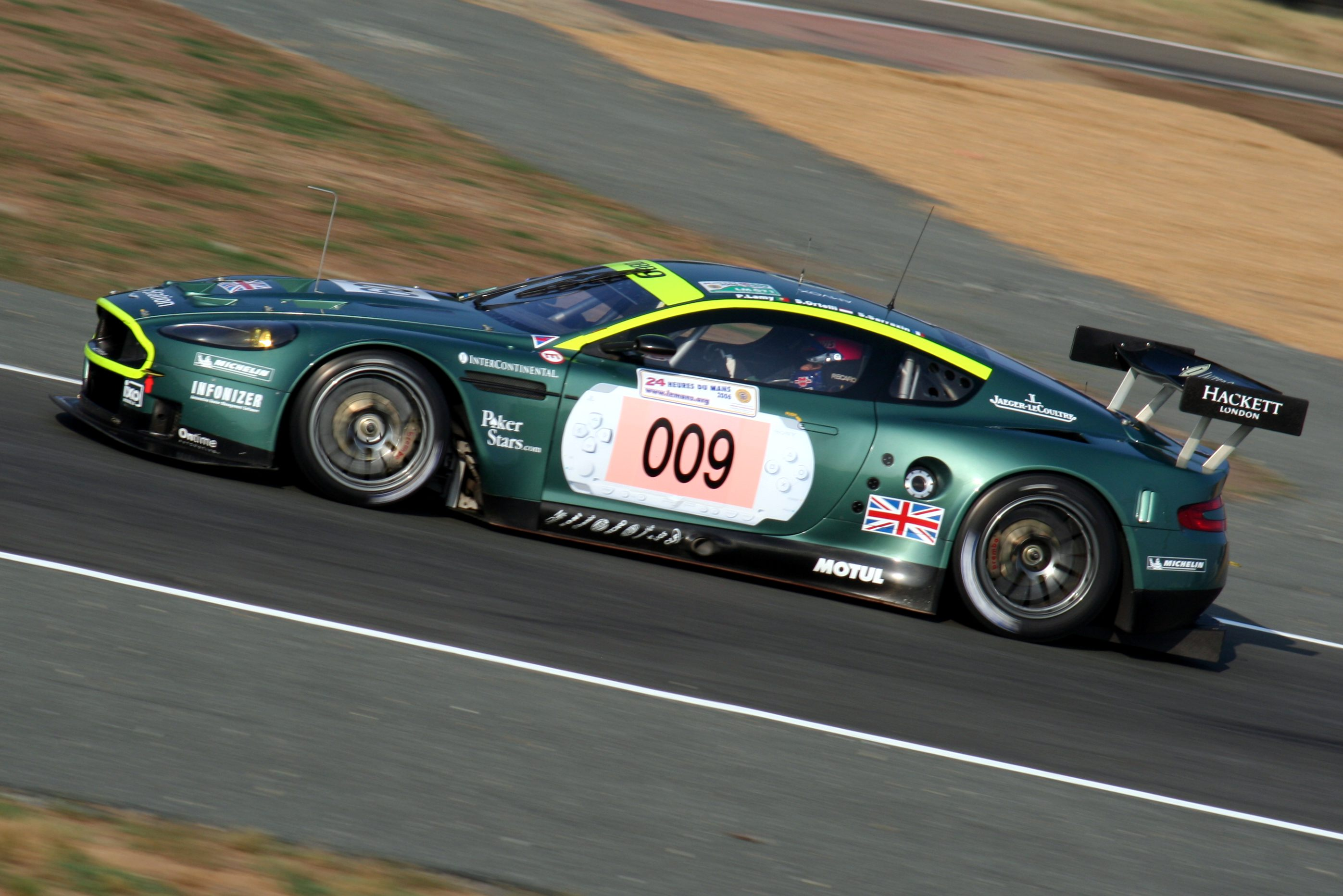
Aston Martin DBR9 beim Qualifying der 24 Stunden von Le Mans 2006

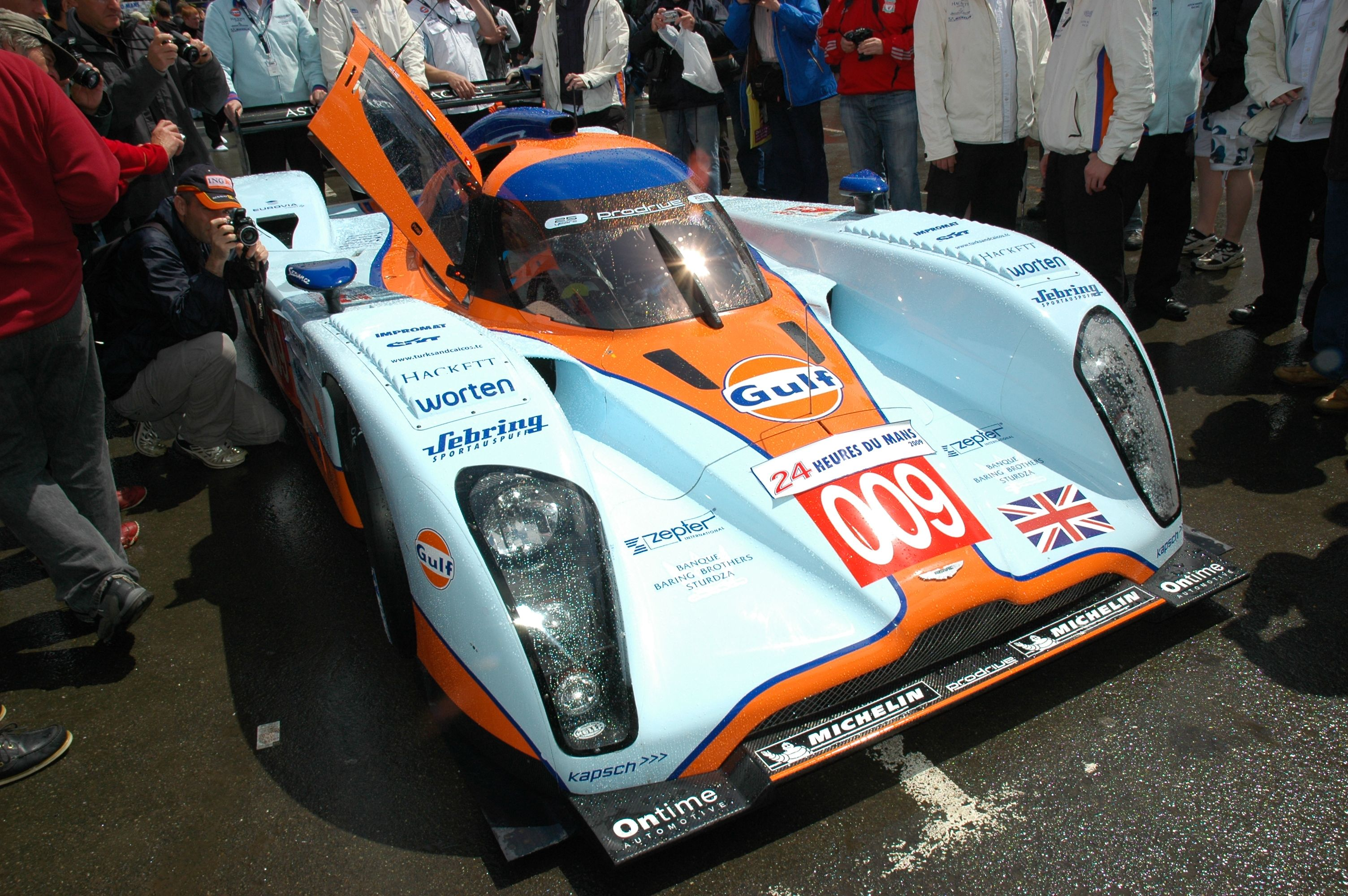
Lola-Aston Martin B09/60 bei den 24 Stunden von Le Mans 2009

Aston Martin Racing ist ein britisches Motorsportteam, das 2004 als Partnerschaft zwischen Aston Martin und Prodrive gegründet wurde.

## Geschichte
Die Partnerschaft hatte den Wiedereinstieg von Aston Martin in die Sportwagenrennen zum Ziel. Dazu wurde der Aston Martin DB9 erheblich modifiziert und als Aston Martin DBR9 in der GT1-Klasse eingesetzt. Das Team debütierte mit dem Wagen beim 12-Stunden-Rennen von Sebring 2005 und errang dort direkt den Klassensieg. Der DBR9 wird seither von Aston Martin Racing selbst und zahlreichen Kundenteams in verschiedenen Serien, u. a. der Le Mans Series, der American Le Mans Series und der FIA-GT-Meisterschaft eingesetzt.
2007 und 2008 gewann der DBR9 in der GT1-Klasse die 24 Stunden von Le Mans. Im Jahr 2009 trat Aston Martin Racing mit zwei selbst entwickelten Le-Mans-Prototypen in der höchsten Klasse (LMP1) in Le Mans an. Jedoch wurde für den Einsatz des neuen Prototyps ein weiteres Team ins Programm geholt. Das tschechische Team Charouz Racing System hatte bereits in der Saison 2008 den Vorläufer der Lola-Aston Martin LMP1 getestet und stellte neben dem Vorjahreswagen auch dessen Fahrer Stefan Mücke und Jan Charouz zur Verfügung. Da in Le Mans entgegen der eigenen Tradition seit der jüngeren Vergangenheit keine Dreiwagenteams mehr zulässig sind, wurde kurzerhand für das dritte Fahrzeug mit der Nummer 007 ein weiteres Team angemeldet. Jedoch wurde auch Aston Martin Racing East Europe von den drei Teilnehmern Prodrive, Aston Martin und Charouz Racing System betreut. Der Wagen mit Mücke, Charouz und Tomáš Enge erreichte dort den vierten Gesamtrang. In der fünf Läufe umfassenden Langstreckenmeisterschaft Le Mans Series konnte Aston Martin Racing zudem die Team- und Fahrerwertung 2009 gewinnen. Mücke, Charouz und Enge siegten in zwei Meisterschaftsläufen, wobei das Team beim 1000-km-Rennen auf dem Nürburgring – verstärkt durch Aston Martin Racing East Europe – zudem einen Dreifacherfolg erzielte.

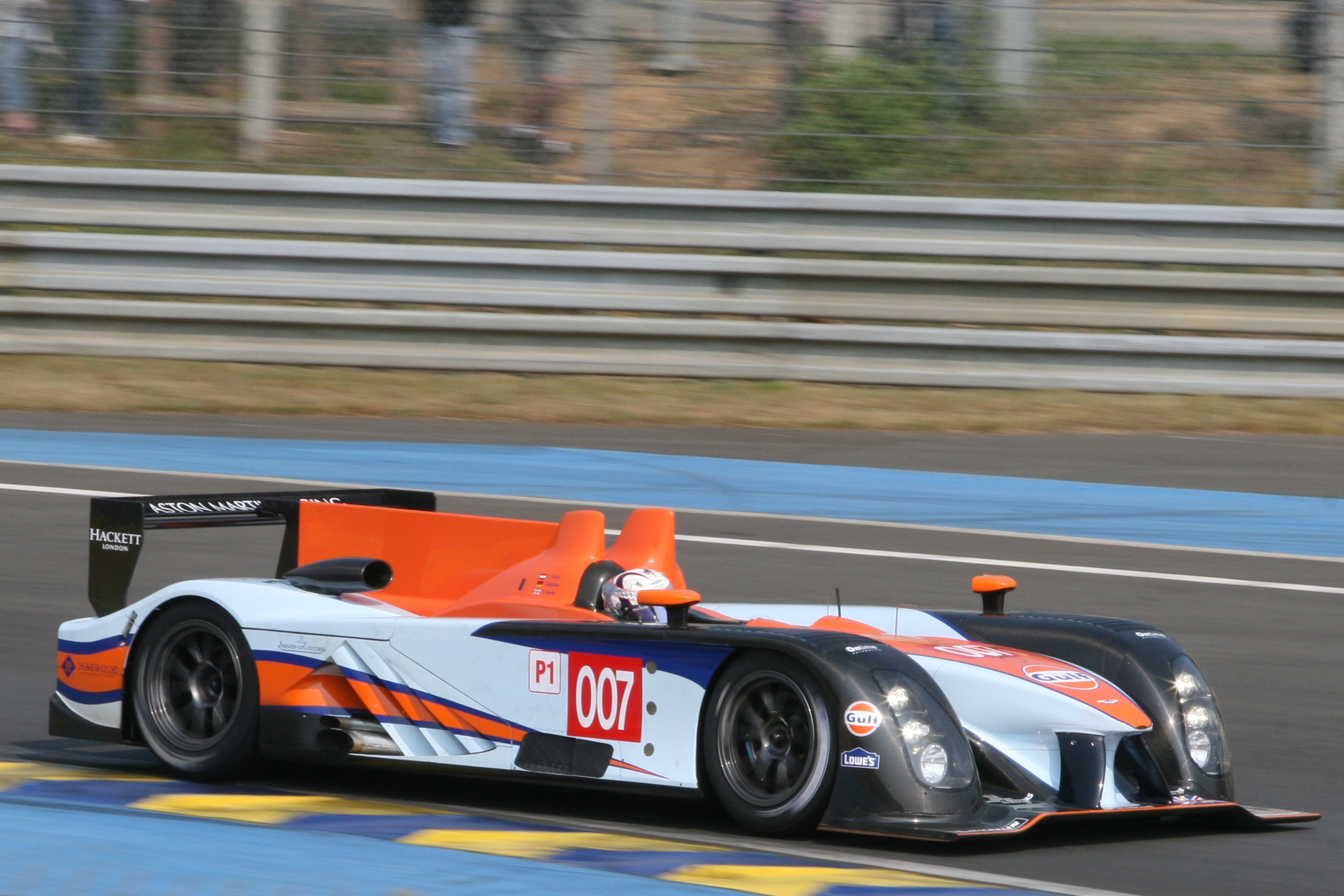
Aston Martin AMR-One beim Le Mans Vortest 2011

Zur Saison 2011 stellte Aston Martin Racing den Aston Martin AMR-One vor. Der offene Sportprototyp wurde nun allein von Prodrive entwickelt und debütierte beim 6-Stunden-Rennen von Le Castellet der Le Mans Series. Nach privaten Tests folgte der Einsatz beim 24-Stunden-Rennen von Le Mans. Jedoch fielen die Wagen mit neuentwickeltem Reihensechszylindermotor in beiden Läufen aus. Aston Martin Racing stoppte im Anschluss die Entwicklung, setzte bei den verbliebenen Meisterschaftsläufen des Jahres wieder auf den Lola-Aston Martin LMP1 und wandte sich 2012 wieder dem GT-Rennsport zu.
Seit 2017 baut die Marke AMR (kurz für Aston Martin Racing) in Zusammenarbeit mit Aston Martin limitierte Auflagen von Straßenfahrzeugen für Motorsportbegeisterte. Erste Modelle sind der Rapide AMR und der Vantage AMR Pro. Weitere Modelle könnten folgen.